# Lista de pinturas de Frida Kahlo
Esta é uma lista de pinturas de Frida Kahlo.
Kahlo é uma das artistas mais conhecidas do mundo, com trabalhos que normalmente abordam temas relacionados à cultura mexicana e a sua própria vida. Sua obra é marcada por cores vibrantes e representações de dor, angústia e morte. Sua produção está espalhada em instituições em vários países do mundo; seu estúdio e casa foi transformado em museu.

## Lista de pinturas
| Título                                                                            | Data          | Material                     | Coleção                                | Descrição                                                                                             |
| --------------------------------------------------------------------------------- | ------------- | ---------------------------- | -------------------------------------- | --- |
| Memória, o coração                                                                | 1937          | tinta a óleo                 | No/unknown value                       | https://www.fridakahlo.org/memory-the-heart.jsp                                                       |
| Diego e eu                                                                        | 1949          | tinta a óleo tela de fibras  | No/unknown value                       | http://www.fridakahlofans.com/c0575.html                                                              |
| Aí penduro meu vestido                                                            | 1933          | tinta a óleo tela de fibras  | No/unknown value                       | http://biblioteca.mty.itesm.mx/arte/obra/2858                                                         |
| A mesa ferida                                                                     | 1940          | tinta a óleo                 | No/unknown value                       | http://www.mexicolore.co.uk/aztecs/home/frida-kahlos-wounded-table                                    |
| O veado ferido                                                                    | 1946          | tinta a óleo painel          | No/unknown value                       | https://www.fridakahlo.org/the-wounded-deer.jsp                                                       |
| El abrazo de amor de El universo, la tierra (México), Yo, Diego y el señor Xólotl | 1949          | tinta a óleo                 | No/unknown value                       | http://www.fridakahlofans.com/c0580.html                                                              |
| Two Nudes in a Forest                                                             | 1939          | tinta a óleo metal           | No/unknown value                       | https://www.christies.com/lotfinder/Lot/frida-kahlo-1907-1954-dos-desnudos-en-el-5992050-details.aspx |
| Diego e Eu (Frida Kahlo)                                                          |               |                              |                                        | |
| Portrait of Cristina, My Sister                                                   | 1928          | tinta a óleo painel          | No/unknown value                       | |
| Árbol de la esperanza, mantente firme                                             |               |                              |                                        | |
| Self Portrait Along the Border Line Between Mexico and the United States          | 1932          | tinta a óleo chapa de metal  | No/unknown value                       | |
| Self Portrait with Loose Hair                                                     | 1947          |                              | No/unknown value                       | https://www.fridakahlo.org/self-portrait-with-loose-hair.jsp                                          |
| Niña con máscara de calavera                                                      |               |                              |                                        | |
| Autorretrato com macaco                                                           | 1938          | tinta a óleo tela de fibras  | Albright–Knox Art Gallery              | https://www.albrightknox.org/artworks/1966910-self-portrait-monkey                                    |
| Árvore da esperança, mantenha-se firme                                            | 1946          | tinta a óleo tela de fibras  | Daniel Filipacchi                      | http://www.fridakahlofans.com/c0550.html                                                              |
| O que a água me deu                                                               | 1938          | tinta a óleo                 | Daniel Filipacchi                      | https://www.fridakahlo.org/what-i-saw-in-the-water.jsp                                                |
| Autorretrato com colar de espinhos e beija-flor                                   | 1940          | tinta a óleo tela            | Harry Ransom Center                    | https://www.fridakahlo.org/self-portrait-with-thorn-necklace-and-hummingbird.jsp                      |
| Cocos chorando                                                                    | 1951          | tinta a óleo                 | Los Angeles County Museum of Art       | |
| Pitaias                                                                           | 1938          | tinta a óleo alumínio        | Madison Museum of Contemporary Art     | http://www.mmoca.org/node/1472                                                                        |
| A Coluna Partida                                                                  | 1944          | tinta a óleo tela de fibras  | Museo Dolores Olmedo Patiño            | http://learner.org/courses/globalart/work/57/index.html                                               |
| Unos cuantos piquetitos                                                           | 1935          | tinta a óleo metal           | Museo Dolores Olmedo Patiño            | http://www.fridakahlofans.com/c0150.html                                                              |
| Henry Ford Hospital                                                               | 1932          | tinta a óleo metal           | Museo Dolores Olmedo Patiño            | |
| As duas Fridas                                                                    | 1939          | tela tinta a óleo            | Museo de Arte Moderno de México        | https://www.fridakahlo.org/the-two-fridas.jsp                                                         |
| O marxismo dará saúde aos doentes                                                 | 1954          | tela de fibras tinta a óleo  | Museu Frida Kahlo                      | https://www.fridakahlo.org/marxism-will-give-health-to-the-sick.jsp                                   |
| Natureza morta: viva a vida                                                       | 1954          | tinta a óleo tela de fibras  | Museu Frida Kahlo                      | http://www.museofridakahlo.org.mx/esp/1/coleccion-permanente/colecciones/viva-la-vida-1954            |
| Self portrait with Stalin                                                         | 1954          |                              | Museu Frida Kahlo                      | |
| Autorretrato em um vestido de veludo                                              | 1926          | tinta a óleo tela            | Museu Frida Kahlo                      | |
| O quadro                                                                          | 1938          | tinta a óleo alumínio        | Museu Nacional de Arte Moderna         | https://www.fridakahlo.org/self-portrait-the-frame.jsp                                                |
| Self-Portrait Dedicated to Leon Trotsky                                           | 1937          | tinta a óleo tela de fibras  | Museu Nacional de Mulheres Artistas    | https://nmwa.org/art/collection/self-portrait-dedicated-leon-trotsky/                                 |
| Meus avós, meus pais e eu                                                         | 1936          | tinta a óleo zinco têmpera   | Museu de Arte Moderna                  | https://www.fridakahlo.org/my-grandparents-my-parents-and-me.jsp                                      |
| Fulang-Chang e eu                                                                 | 1937          | tinta a óleo espelho madeira | Museu de Arte Moderna                  | https://www.fridakahlo.org/fulang-chang-and-i.jsp                                                     |
| Autorretrato com cabelo cortado                                                   | 1940          | tinta a óleo tela            | Museu de Arte Moderna                  | http://www.fridakahlofans.com/c0330.html                                                              |
| Frieda e Diego Rivera                                                             | abril de 1931 | tinta a óleo tela            | Museu de Arte Moderna de São Francisco | https://www.sfmoma.org/artwork/36.6061                                                                |
| O suicídio de Dorothy Hale                                                        | 1939          | tinta a óleo tela de fibras  | Phoenix Art Museum                     | https://www.fridakahlo.org/the-suicide-of-dorothy-hale.jsp                                            |